# هوبره‌های ساوانا
هوبره‌های ساوانا (نام علمی: Eupodotis) نام یک سرده از تیره هوبره‌ایان است.

## گونه‌ها
- هوبره شکم‌سفید،  Eupodotis senegalensis
- هوبره آبی‌رنگ،  Eupodotis caerulescens
- هوبره کارو،  Eupodotis vigorsii
- هوبره روپل،  Eupodotis rueppellii
- هوبره قهوه‌ای کوچک،  Eupodotis humilis